# Ko Tau
Ko Tau (más átírásokban Ko Tao, vagy Koh Tao thaiul: เกาะเต่า, szó szerint fordítva Teknős-sziget) sziget Thaiföldön, a Thai-öbölben. A Szamuj-szigetek része. Területe mintegy 21 négyzetkilométer. Közigazgatási értelemben 2013 óta Szuratthani tartomány egyik kerületét (amphö) képezi. Népessége 2006-ban 1382 fő volt. Fő települése Banmehat (Ban Mae Hat).
A sziget gazdasága szinte teljes egészében a turizmusra épül, főleg a búvárkodásra.

## Története
Az európaiak legkorábbi térképein "Pulo Bardia" (P. Bardia) néven szerepel a sziget. Egészen az 1900-as évek elejéig ezen a néven ismerték, és a leírások szerint legkorábbi ismert lakói maláj-polinézek voltak. A régi térképek három észak-déli irányba rendeződött sziget közül a legészakibbként és legkisebbként jelölik. John Thornton The English Pilot, the Third Book című műve 1701-es, de a Sziámi-öböl benne lévő térképe 1677-es keltezésű. A697 körüliek William Dampier térképei a Kelet-Indiákról. A 17. században navigációs műszerek csak hozzávetőleges pontosságot engedtek meg, egy hosszúsági foknyi (mintegy hatvan tengerészeti mérföldnyi) pontossággal.
Az 1827-ben kiadott The Edinburgh Gazetteer, or Geographical Dictionary említi a szigetet, és megadja elhelyezkedését. Frederick Arthur Neale 1852-ben megjelent könyvében (Narrative of a Residence in Siam.) leírta Bardia népét és vadvilágát. A leírás farmokat és teheneket említ a sziget egyik nyugati öblénél elhelyezkedő faluban. A könyv illusztrációt is tartalmaz, kunyhókkal és pálmafákkal.

## A környezet
A sziget a közönséges cserepesteknős (Eretmochelys imbricata) és a Közönséges levesteknős (Chelonia mydas) fontos költőhelye. A turizmus fejlődése hátrányosan érintette a költőhelyeket. A Királyi Thai Flotta és a helybéli búvárcentrumok KT-DOC nevű egyesülése 2004-ben egy olyan programot szervezett, amelynek révén több száz fiatal teknős került vissza sziget ökoszisztémájába.
A Csumpon-orom a sziget nyugati részén népszerű a cetcápákat és bikacápákat kereső búvárok között. A sziget több, mint 130 féle kőkorall otthona, és legalább 223-féle zátonylakó halé, amelyek 53 különböző családhoz tartoznak.
A búvárkodás körülményei jelentősen javultak az utóbbi években, miután a profi búvárok egyre több tudnivalóra tanították meg a helyieket. Az El Niño okozta vízfelmelegedés egy időben a sekélyvízi korallok jelentős megfogyatkozását okozta a szigetnél, de a visszaépülés gyors volt. Ma a Thai-öböl egyik legjobb búvárkodó helyének tartják Ko Taut. A "Save Koh Tao" nevű csoport a környezet megóvásán dolgozik.
Mivel a világ egyik legnépszerűbb búvárkodó célpontjává vált, egyre nagyobb figyelem irányul arra, hogyan lehet csökkenteni a korallzátonyokra gyakorolt negatív hatásokat. Természetes tényezők és egyes területek túlzott használata együtt vezettek az olyan korallevők elszaporodásház, mint a Drupella csigák és a töviskoronás tengericsillagok elszaporodáshoz a sziget körül az utóbbi években. 2012-ben kidolgoztak egy a tengert zónákra osztó regulációs tervet a szigetre, és ezt törvénybe is iktatták, de a kedvező hatásai még nem érezhetőek.
A turizmus és a fejlesztések folyamatosan nőttek az elmúlt évtizedekben a szigeten, de az infrastruktúra nem tartotta lépést. Az ivóvíz és áramhiány gyakori, és a szennyvízfeldolgozás nem megfelelő.

## Turizmusa

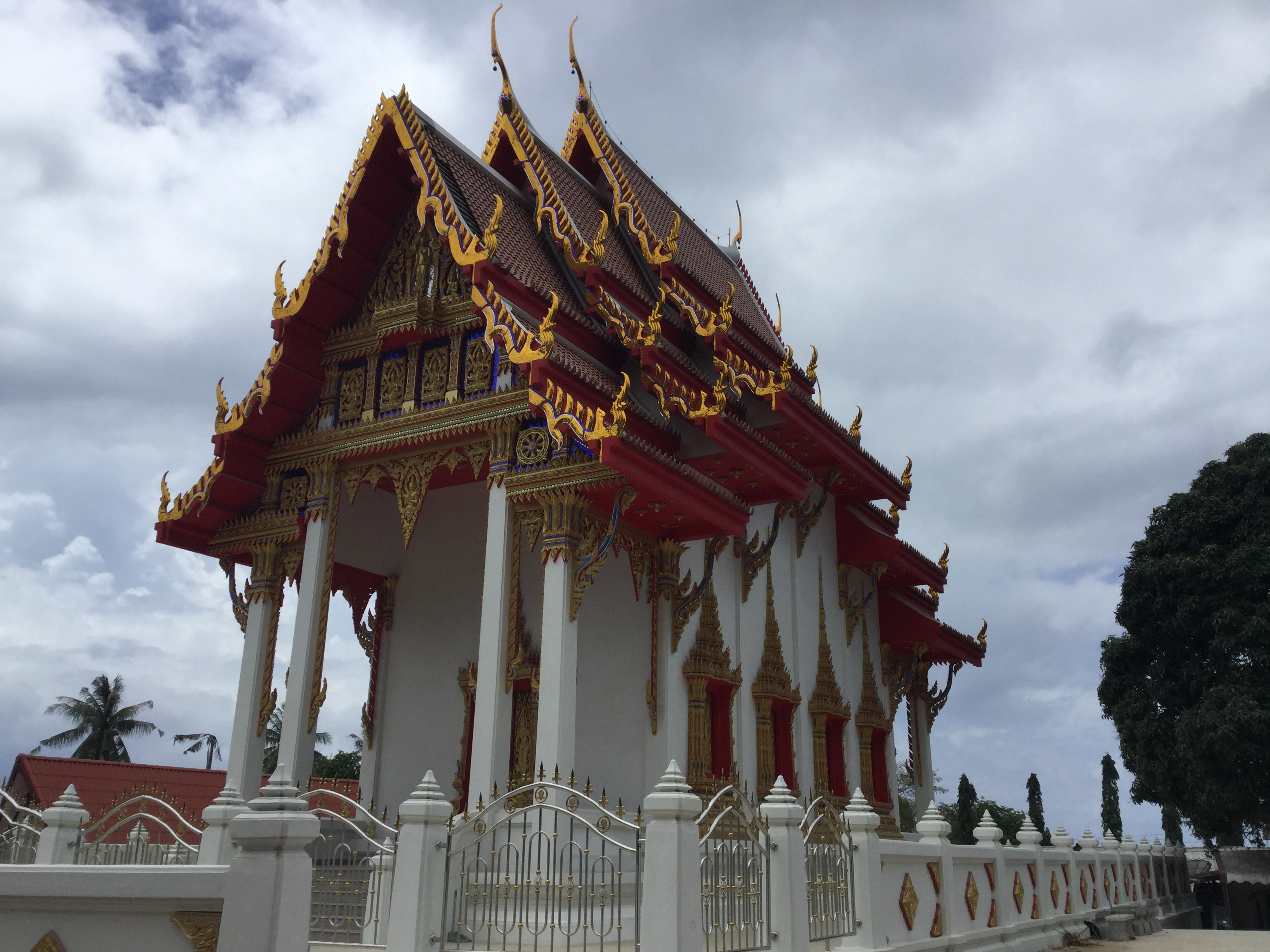
Vat Ko Tau

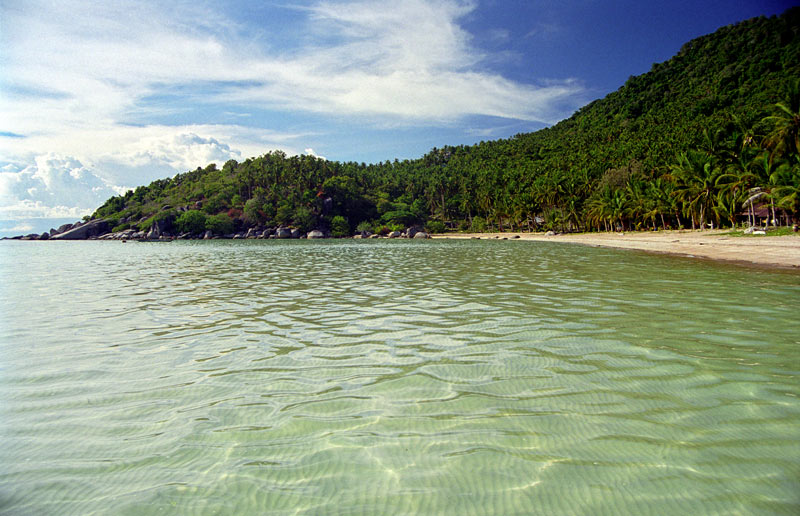
Szajri-part

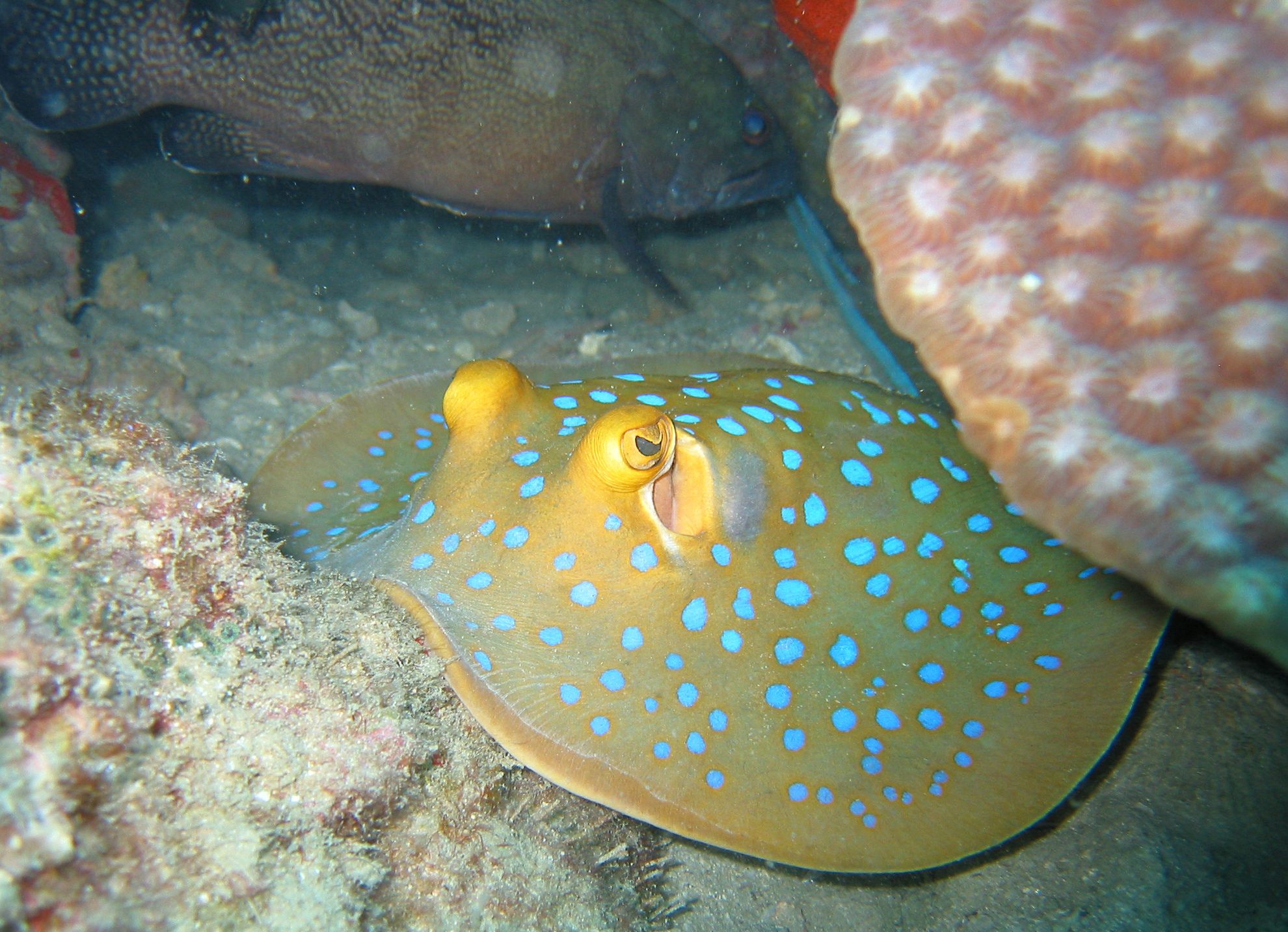
Kékpettyes tüskésrája Ko Taunál

A sziget a palackos és pipás búvárok népszerű célpontja, de jönnek ide kötéllel és kötél nélkül sziklát mászni és túrázni is. A legnépszerűbb hely a nyugati Szajri, aminek 1,7 kilométer hosszú, sziklákkal és közepes árkategóriájú szállókkal és éttermekkel szaggatott fehérhomokos tengerpartja van. Az infrastruktúra jórészt itt összpontosul. Akik el akarják kerülni a tömeget, azok a sziget déli részébe, Csalokbankhauba (Chalok Baan Khao) mennek. A nagy gránitsziklák, amelyek a mászókat vonzzák, az erdőkben és a partokon is megtalálhatók.
Ko Tau infrastrukturálisan kevésbé fejlett, mint Ko Szamuj és Ko Phangan, de a húszas éveikben járó hátizsákos turisták közt egyre népszerűbb. Miattuk az árak viszonylag alacsonyak. Ko Szamujon a szórakozás a fő vonzerő, Ko Taun a természet, Ko Phangan pedig a kettő között van.
Útibeszámolók szerint több olyan magaslati pont van a szigeten, ahonnan szép a kilátás ( Mango, Chalok, Nag Yuan, John-Suwan). A sziget déli része nyugalmasabb. A strandokon nap közben nincs nagy tömeg, mert a látogatók jelentős része ilyenkor búvárkodni megy. Még tovább lehet kirándulni a közeli  Ko Nangjuan szigetre.
A hátrányok közt említik a szemetet, ami olykor a tengervízben is van. A taxi drága, de fix árú, az utak elég rosszak, és sok a baleset. A főszezonban (december-február) igen kockázatos úgy érkezni, hogy nem foglalt előre szállást az ember.

## Népessége
A nekilódult turizmus miatt három-ötezer mianmari (burmai) él a szigeten a vendégek kiszolgálására. A brit uralom egyik örökségeként a burmaiak jó szinten beszélnek angolul. A sziget gazdaságának egy jelentős szeletét uralja egyetlen thai család: búváriskolákat, szálláshelyeket és kocsmákat.

## Közlekedése

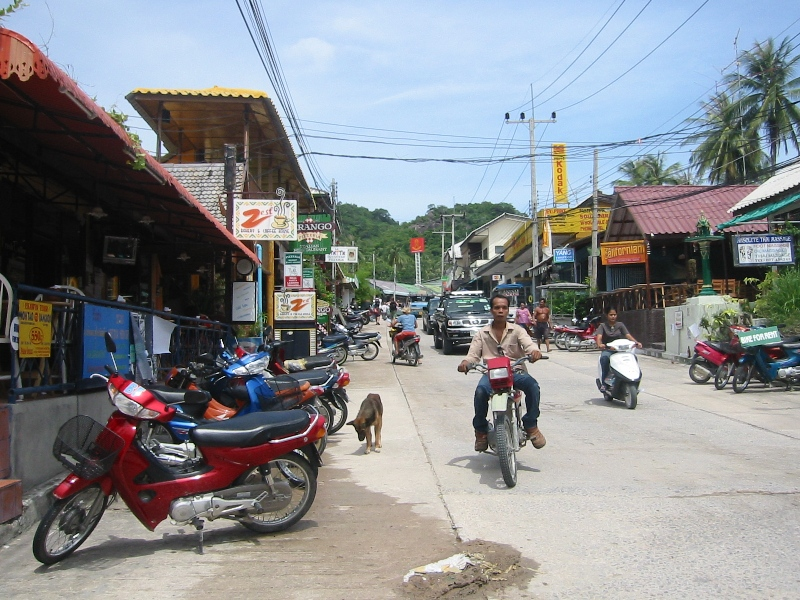
Főutca, Ko Tau

Az utak kezdetlegesek és általában rossz állapotúak. A fő közlekedése eszköz a motorbicikli. A turistákat érő balesetek jórésze is a motorozásból származik. Amikor scootert vagy motort bérel a turista, egyes tanácsok szerint nem érdemes otthagyni az útlevelet, mert előfordul, hogy csak azután kapja vissza, hogy nem is létező, vagy eltúlzott károkért jelentős összeget fizettetnek vele.

### Kompok
Ko Taura a Lomprayah, Seatran és Songserm társaságok indítanak kompokat, a következő kikötőkből:
- Szuratthani (négy óra nappali hajón, 9 óra az éjszakai hajón)
- Csumphon (1,5–3 óra, illetve 7 óra éjszakai hajón)
- Ko Szamuj (mintegy két és fél óra)
- Ko Phangan (másfél-2 óra).

Minden hajó Banmehatnál köt ki. Az utazási idők változóak lehetnek, a használt hajótól függően.

### Légiközlekedés
Ko Taunak nincs repülőtere. Légiúton a következő repterekről elérhető hajón vagy katamaránon:
- Csumphoni repülőtér (CJM)
- Szamuji repülőtér (USM)
- Suratthanii repülőtér (URT)

### Vasút
A sziget vasúti kapcsolatao Csumphon, ahonnan hajóval lehet átjutni Ko Taura.

## Fordítás
Ez a szócikk részben vagy egészben  a   Ko Tao című angol Wikipédia-szócikk ezen változatának fordításán alapul.  Az eredeti cikk szerkesztőit annak laptörténete sorolja fel. Ez a jelzés csupán a megfogalmazás eredetét és a szerzői jogokat jelzi, nem szolgál a cikkben szereplő információk forrásmegjelöléseként.